# Chalcidichthuys
Chalcidichthuys is een uitgestorven geslacht van straalvinnige vissen uit de familie van de Caristiidae (Caristiden).

## Soort
- † Chalcidichthuys malacapterygius